# テレビでイタリア語
テレビでイタリア語（てれびでいたりあご）は、NHK教育テレビジョンが2008年4月1日から2016年9月27日まで放送されたイタリア語の語学講座番組である。

## 概要
前身は『イタリア語会話』である。2008年度からの各語学講座番組の刷新により、ドイツ語・フランス語・スペイン語・中国語・ハングル講座とともに、タイトルが改められた。

## 放送時間
教育テレビ
- 本放送：毎週火曜日 0:00 - 0:25
- 再放送：翌週火曜日 6:00 - 6:25

## 出演者

### 2015年度上期・2016年度上期
今期が最後の放送である。
- 講師
  - アンドレア・チヴィレ
- ナビゲーター
  - 万梨音(母・ロザンナがイタリア生まれ)
- ネイティブゲスト
  - エヴァ・カンベッダ
  - アドリアーノ・カッシッバ

### 2014年度上期・2015年度下期
- 講師
  - アンドレア・チヴィレ
- ナビゲーター
  - 万梨音
- ネイティブゲスト
  - アリーチェ・セッテンブリーニ
  - マッティーア・パーチ

### 2013年度上期・2014年度下期
- 講師
  - 武田好
- ナビゲーター
  - 竹財輝之助
- ネイティブゲスト
  - リッカルド・マイッツァ
  - エヴァ・カンベッダ
- リポーター
  - アルヴィン・ファッブローニ
- 声の出演
  - アントニオ・マイッツァ（リッカルドの実兄）

### 2012年度上期・2013年度下期
- 講師
  - 武田好
- ナビゲーター
  - 北村一輝[注釈 1]
- ネイティブゲスト
  - マッテオ・インゼオ
  - エヴァ・カンベッダ
- リポーター
  - アリーチェ・セッテンブリーニ
  - アルヴィン・ファッブローニ

### 2011年度上期・2012年度下期
- 講師
  - 鈴木マリア・アルフォンサ（ローマ出身。ローマ大学文学部でギリシャ文学専攻）
- ナビゲーター
  - 高橋克実（俳優）
- ネイティブゲスト
  - アリーチェ・スィニョレッリ（ミラノ出身）
- リポーター
  - ガブリエレ・デ・リズィ（ミラノ出身）

### 2010年度上期・2011年度下期
- 講師
  - 入江たまよ
- ナビゲーター
  - 萬田久子[1]
- ネイティブゲスト
  - ルカ・チェッカテッリ
  - レオナルド・ベヌッチ
- リポーター
  - キアーラ・コリリャーノ
- 料理実演
  - ヴィオレッタ・マストラゴスティーノ
- 声の出演
  - マッテオ・インゼオ（ダンテの声）
  - カルラ・フォルミサーノ（ベアトリーチェの声）

### 2009年度上期・2010年度下期
- 出演者
  - 鈴木マリア・アルフォンサ
  - マッテオ・インゼオ
  - レオナルド・ベヌッチ（ジェルンディオの声、前半3か月）
  - ルカ・チェッカテッリ（後半3か月）
  - アリーチェ・スィニョレッリ（後半3か月）
  - パオロ・ラドゥ（後半3か月）
  - 形容詞ガールズ（後半3か月）
    - イラーリア・メルヴィ
    - コンスエーロ・イノチェンティ
    - ロッセッラ・チェッカリーニ

  - 副詞ボーイズ（後半3か月）
    - ジュゼッペ・ファジョーリ
    - アレッサンドロ・チェントンツェ
    - ダニエレ・マランボン

### 2008年度下期
- 講師
  - 鈴木マリア・アルフォンサ
- アシスタント
  - レオナルド・ベヌッチ
  - ルカ・チェッカテッリ
  - マッテオ・インゼオ

### 2008年度上期・2009年度下期
- 講師
  - 京藤好男
- 出演者
  - 青山草太
  - 大佐藤崇
- ネイティブゲスト
  - モニカ・ブレッサッリア
  - ジャコモ・ジェルバズッチ
  - マッテオ・インゼオ
  - ルカ・チェッカテッリ
  - レオナルド・ベヌッチ
  - ダニエラ・トラモンターナ
  - 鈴木マリア・アルフォンサ（アルティコロの声）

## コーナー構成

### 2013年度上期
- EURO24
- ユーロ☆くらべてみれば
- ユーロ☆キッチン

### 2012年度上期・2013年度下期
- EURO24
- ローマクイズ
- EUROくらべてみれば（第4週）

### 2011年度上期・2012年度下期
- EURO24
- 探偵マリアの伊達男調査!（第1週 - 第3週）
- ユーロくらしカル（第4週）

### 2010年度上期・2011年度下期
EURO24　フィレンツェ自分ルネサンス計画!
レオとルカが働いているレストランで萬田がイタリア語を学ぶ。レオとルカはすべてイタリア語で話す。前半はキアーラのレポートを見て、今日学ぶフレーズを練習する。後半は1～3週目は「キッチンでひとこと覚えよう」、4週目は「EURO24　比べてみれば」。
- 「キッチンでひとこと覚えよう」はヴィオレッタがトスカーナ料理のレシピを紹介し、料理の手順で出た中級フレーズを紹介する。スタジオでは入江と萬田が料理と料理にあうワインを味わう。
- 「EURO24　比べてみれば」はイタリア、ドイツ、フランス、スペイン4か国で同じ企画をし、お国柄の違いなどを比較していく。

その他、文化コーナーやインタビューを放送することがある。8月3日・10日の放送では、川島永嗣にイタリア語でインタビューをした。

### 2009年度上期・2010年度下期

#### 前半3か月
テレビでイタリア語 in ウンブリア
ウンブリア州をマリアとマッテオが旅し、毎回ウンブリア州の魅力とともに単語と便利フレーズを紹介する。便利フレーズを紹介したあとは、便利フレーズをふんだんに使ったスキット「ベルジーニ家の人々」が挿入される。また、映像の途中に「アルティコロとジェルンディオのミニ解説」が挿入される。

#### 後半3か月
ヴォカボリ宮殿〜歌って踊るクイズショー
マリアがクイズ番組の司会となり、ルカ、アリーチェ、マッテオが王になるためにクイズで競う。12星座の旗を一番多く獲得した者が新しい王となる。クイズを通して単語を紹介する。途中にマリアの単語解説と単語を使ったCMが挿入される。
「宴の舞」では、形容詞ガールズや副詞ボーイズが歌いながら形容詞・副詞を教える。

### 2008年度下期
2007年度上期の「イタリア語会話」の再放送である。
メイン部分はレギュラー4人およびゲストキャラクターによるコントになっている。中途半端なコメディではなく徹底したコント路線をとっているため、無茶なストーリーも多くセリフも刺激的である。
以下のような設定である。
- レオナルド・ルカ・マッテオの3人は同じバス停を利用している。彼らは色々な場所で散々な目に遭っており、その回想シーンがスキットになっている。
- マリアはバス停前の売店の店員役。3人からは商売のことしか考えていないと言われるも、ぬいぐるみばかりで品揃えが良くなかったり変なサービスを開始したりといった問題点がある。犯罪同然の手段で物を売りつけることもある。
- レオナルドは会社員。身長が高いことをよくからかわれている。
- ルカはミュージシャン。生計を立てるためバリスタのアルバイトもしている。売れていないことをよくバカにされている。最近では「ポチとお散歩」という曲を出した。
- マッテオは学生。何股もかけており彼女の名前を忘れてしまうことも。しまいにはレオナルドの後輩の男性社員にも恋してしまう。

また、コントの途中に「アルティコロとジェルンディオの文法コーナー」が挿入される。

### 2008年度上期・2009年度下期
番組の前半は「素顔のヴェネツィア」である。ヴェネツィアをモニカとジャコモがそれぞれ旅し、毎回ヴェネツィアの魅力とともによく使うフレーズを紹介する。また、映像の途中に「アルティコロとジェルンディオのミニ解説」が挿入される。
番組の後半は「文法戦隊イタレンジャー」である。スーパー戦隊シリーズと文法の勉強を掛け合わせたコーナーである。
20XX年、なぞの侵略軍に襲われている地球を守るため、青山と大佐藤扮する「イタレンジャー」がマッテオ、ルカ、レオナルドと戦う。設定では、敵の侵略軍はイタリア語を話すことになっており、敵のビームをスコープでみて、飛んでくる文字を読めれば無力化できる。回を追うごとに敵の「びっくりビームEX10」が強くなっていき、イタレンジャーは、だんだん難しい単語や文法を学んでいくということとなっている。3人が巨大化してからはイタレンジャーも回答できない難しい攻撃（ひっかけ）をしてきて、苦しんでいるところに女神のモニカが現れ、ヒントを与えてくれる。モニカは月から電波を送っている。4回目以降テーマソングがついていた。また、毎回敗北してしまう三人組は宇宙船に戻った後、最高司令官であるダニエラからお仕置きを受け、その動画は公式サイトで見ることが出来る。ダニエラとモニカは子供レベルのくだらない因縁がある。二人はパスタネーラ星の皇女姉妹で、ダニエラの父はすでに他界し、そのせいで昔と変わってしまったようだ。2008年7月22日放送分でイタレンジャーとパスタネーラ星人、モニカとダニエラは和解して終了した。
8月の復習編では、三人組が私服でソファに座って会話をしながら「素顔のヴェネツィア」で未公開部分の映像を見るという、昨年度とよく似た内容となっている。
9月はプッチーニ生誕150年であったため、オペラの楽しみ方を紹介した。紹介したオペラは「蝶々夫人」、「ラ・ポエーム」、「トゥーランドット」の3作品である。

#### 余談
- ダニエラは三人組が寝るときに殴りながら子守唄を歌ってくれる。
- 朝起きたときはやけどするほど熱い牛乳を入れてくれる[誰が?]。
- モニカとマッテオは2008年7月9日の「テレビでフランス語」に出演した[注釈 5]。